# Благодаров, Константин Владимирович
Константи́н Влади́мирович Благода́ров (1919—1951) — советский лётчик штурмовой авиации Военно-морского флота во время Великой Отечественной войны, Герой Советского Союза (20.04.1945). Гвардии майор (27.04.1949).

## Биография
Родился 29 июля 1919 года в Саратове в рабочей семье. Окончил среднюю школу № 13 в 1935 году, Саратовский техникум связи в 1937 году. Направлен на работу в город Сердобск старшим техником городской радиосети. В сентябре 1938 года поступил в 3-ю гражданскую школу пилотов в Сердобске, но в следующем году она была закрыта.
В 1939 году призван на службу в Рабоче-крестьянскую Красную Армию. В 1941 году окончил Балашовскую военную авиационную школу пилотов, в 1943 году — 3-е военно-морское авиационное училище (Саранск).
С октября 1943 года — участник Великой Отечественной войны. Весь боевой путь прошёл в рядах 8-го гвардейского штурмового авиационного полка ВМФ, который до июня 1944 года сражался на Чёрном море, а затем был переброшен на Балтийское море. Участвовал в Новороссийско-Таманской, Керченско-Эльтигенской десантной, Крымской, Выборгско-Петрозаводской, Прибалтийской, Восточно-Прусской и Восточно-Померанской наступательных операциях, в том числе в освобождении Таманского полуострова, Карельского перешейка, острова Сааремаа, Феодосии, Севастополя, Таллина, Клайпеды, Лиепаи, Гдыни, Гданьска. В годы войны сражался в полку пилотом, лётчиком, командиром звена. Считался лучшим в полку мастером топмачтового бомбометания.
В 1944 году вступил в ВКП(б).
К апрелю 1945 года заместитель командира эскадрильи 8-го гвардейского штурмового авиаполка 11-й штурмовой авиадивизии ВВС Балтийского флота гвардии старший лейтенант Константин Благодаров совершил 130 боевых вылетов, в том числе 95 на атаки кораблей и судов противника. Лично уничтожил 17 кораблей противника: 3 транспорта, 2 сторожевых катера, 2 сторожевых корабля, 4 быстроходные десантные баржи, 2 тральщика, 2 торпедных катера, 1 самоходную баржу типа «Зибель» и 1 мотошхуну. В действиях на сухопутным фронте также уничтожил большое количество техники: 2 танка, 3 орудия, 20 автомашин и другие.
Указом Президиума Верховного Совета СССР от 20 апреля 1945 года за «образцовое выполнение боевых заданий командования на фронте борьбы с немецкими захватчиками и проявленные при этом отвагу и геройство» гвардии старшему лейтенанту Константину Владимировичу Благодарову присвоено звание Героя Советского Союза с вручением ордена Ленина и медали «Золотая Звезда» за номером 4333.
В феврале 1945 года вновь был повышен в должности до командира эскадрильи. К Победе на его счету было 144 боевых вылета, а на дно от его авиабомб пошли ещё 2 транспорта, танкер и 2 БДБ. Кроме того, в составе группы участвовал в потоплении 2 транспортов, 2 сухогрузных барж, 2 сторожевых катеров.
После окончания войны продолжил службу в военно-морской авиации. Служил в том же полку и в той же должности до 1950 года, когда его направили на учёбу. Полк дислоцировался в Эстонии, в то время К. Благодаров избирался депутатом Верховного Совета Эстонской ССР. В 1951 году окончил Высшие лётно-тактические курсы авиации ВМС (Рига). 22 июня 1951 года он погиб при исполнении служебных обязанностей: самолёт внезапно упал в воды Балтийского моря, весь экипаж погиб. Через три дня поисков его обнаружили и подняли на поверхность. Похоронен на саратовском Воскресенском кладбище (1-й участок).

## Награды
- Герой Советского Союза (20.04.1945)
- Орден Ленина (20.04.1945)
- Четыре ордена Красного Знамени (6.11.1943, 30.04.1944, 19.08.1944, 18.10.1944)
- Орден Александра Невского (17.05.1944)
- Орден Отечественной войны 1-й степени (24.05.1945)
- Медаль «За боевые заслуги» (15.11.1950)
- Медаль «За оборону Кавказа»[7]
- Медаль «За взятие Кёнигсберга»
- Ряд других медалей СССР

## Память

Памятник на могиле К. В. Благодарова

- В честь К. В. Благодарова в 1985 году названа улица в Саратове[8], на которой разбит сквер имени Героя (2013), в нём установлен памятник Константину Благодарову (бюст и памятная стела)[9].
- В честь Героя в годы Советской власти называлась пионерская дружина саратовской школы № 13.
- На здании Саратовского физико-технического лицея № 1 (бывшая средняя школа № 13, в которой учился К. Благодаров), установлена мемориальная доска.
- Фамилия К. В. Благодарова высечена на мемориале в Николаеве[3].